# Comté de Gloucester (New Jersey)
Pour les articles homonymes, voir Comté de Gloucester et Gloucester (homonymie).
Le comté de Gloucester est un comté situé dans l'État du New Jersey, aux États-Unis. Son chef-lieu est Woodbury. Sa population était de 302 294 habitants en 2020. Il fait partie de la région urbaine de la Vallée du Delaware.

## Comtés adjacents
- Comté de Philadelphie, Pennsylvanie - nord
- Comté de Camden - nord-est
- Comté d'Atlantic - sud-est
- Comté de Cumberland - sud
- Comté de Salem - sud-ouest
- Comté de New Castle, Delaware - ouest
- Comté de Delaware - nord-ouest